# Timex Sinclair 1000

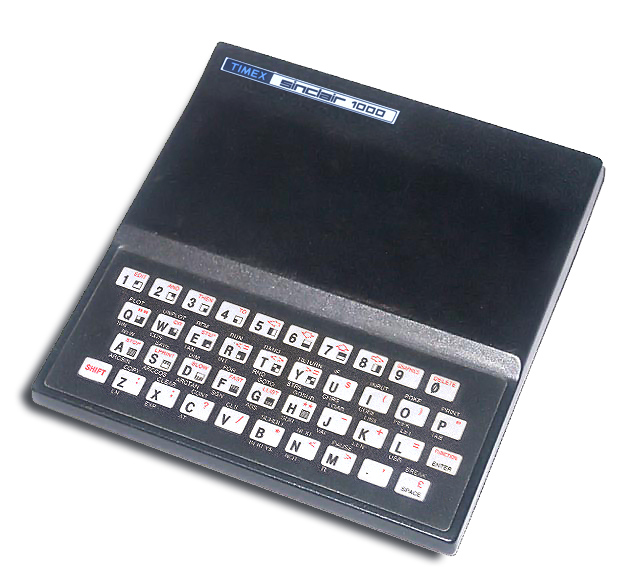
Timex Sinclair 1000.

Timex Sinclair 1000 (TS1000) var den första datorn producerad av Timex Sinclair, ett samarbete mellan Timex och Sinclair Research. Datorn släpptes juli 1982.
TS1000 var en något modifierad Sinclair ZX81, med svartvit grafik och inget ljud. Den följdes av Timex Sinclair 1500. När datorn kom såldes den för 99,95 dollar i USA, vilket var den billigaste datorn just då. Försäljningen var till en början god, men systemet ratades snabbt av de amerikanska konsumenterna till förmån för mer avancerade system.